# 878 Mildred
878 Mildred là một tiểu hành tinh ở vành đai chính, thuộc nhóm tiểu hành tinh Nysa. Nó được xếp loại tiểu hành tinh kiểu S, có bề mặt sáng. Tiểu hành tinh này (cùng với các tiểu hành tinh trong phân nhóm Mildred) được cho là hình thành từ các mảnh vỡ gần đây của một tiểu hành tinh lớn hơn. Nó được đặt theo tên Mildred, con gái của Harlow Shapley, nhà thiên văn học người Mỹ.. Tên của nó lại được dùng để đặt cho phân nhóm tiểu hành tinh Mildred (thuộc nhóm tiểu hành tinh Nysa).

## Phát hiện
878 Mildred được S. B. Nicholson và H. Shapley phát hiện ban đầu ngày 6.9.1916 khi sử dụng kính viễn vọng Hale 1,5 m ở đài thiên văn núi Wilson, nhưng sau đó bị thất lạc cho tới khi nó lại được quan sát thấy trong các năm 1985 và 1991 Ban đầu chỉ có 2 quan sát tiểu hành tinh này ngày 6.9.1916, chưa cho phép xác định quỹ đạo, tuy nhiên sự quan tâm tới nó đã khiến người ta điều tra thêm bằng các đo đạc trong cuối tháng 9 và tháng 10 (1916).

## Các đặc tính vật lý
Bằng việc so sánh độ sáng của nó và sau đó tính toán khoảng cách tới Mặt Trời, các nhà thiên văn học đã tìm thấy cấp sao tuyệt đối là 14,3, được cho là có suất phản chiếu ánh sáng giống Sao Hỏa, như vậy cho một đường kính xấp xỉ 3,2 tới 4.8 km